# ベルノ店
ホンダベルノ店（ほんだ べるのてん、VERNO）は、日本において1978年（昭和53年）から2006年（平成18年）まで存在した本田技研工業（ホンダ）の自動車ディーラー網（販売チャネル）である。
イメージカラーは緑、キャッチコピーは「クルマが、個性になる。」で、スポーティーカーやSUVを専売車種としていた。

## 概要

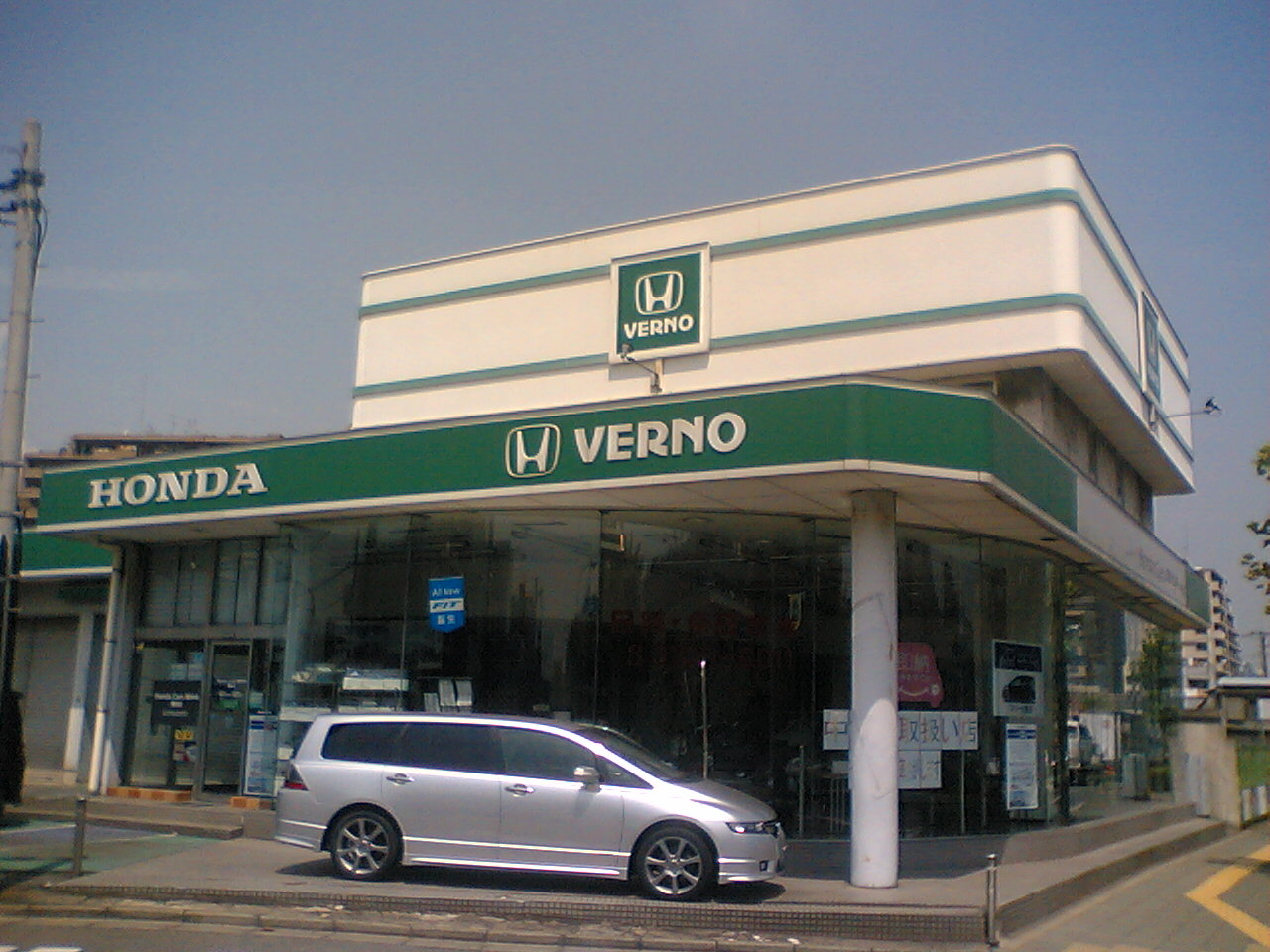
第2世代の店舗例

プレリュードの発売に合わせて誕生した新規の販売チャネルで、現在のHonda Cars店へ移行前の旧3チャンネル中、設立はいち早い1978年（昭和53年）11月である（クリオは1984年、プリモは1985年に設立）。
当初のシンボルマークは、"VERNO"の"V"をデザイン化し、“V”の左半分を赤で、右半分を3本のラインを緑で表していた。その後、プリモ店の"P"、クリオ店の"C"を表す素となった。
販売店の責任において、積極的かつ効果的に製品の販売活動を行う「販売責任地域」（PMA＝プライマリー・マーケット・エリア）という考え方をホンダディーラーで初めて導入し、それまでの商慣習であった販売店周辺をテリトリーとする訪問販売をやめ、店頭販売とした。
2006年（平成18年）3月1日より他系列のプリモ店、クリオ店とともに全店全車種併売へと移行、それまでプリモ店独占だった軽自動車の取り扱いも始め、7月13日をもって販売網の統一名称「Honda Cars店」へ移行した。

## 2006年2月時点の専売車種
- S2000
- インテグラ
- インテグラタイプR
- MDX
- CR-V（2代目モデル）

## 過去の専売車種
- ビガー
- セイバー（初代モデルのみ）
- バラード
- インテグラSJ：EK型シビックフェリオの姉妹車
- NSX
- プレリュード
- クイント
- CR-X
- CR-X delsol
- クロスロード（初代）：ランドローバー・ディスカバリーのOEM車
- エレメント
- HR-V

## 2006年2月末時点の併売車種
全て3系列併売。
- インスパイア（4代目モデル。セイバー統合によりここでも取り扱うようになった。）
- フィットアリア
- エアウェイブ
- エリシオン
- オデッセイ
- ステップワゴン
- エディックス
- ストリーム
- モビリオ
- モビリオスパイク
- フィット
- インサイト
- パートナー

## 過去の併売車種
- トルネオ（プリモ店と併売）
- セイバー（2代目モデル（1998年 - 2003年）のみ、プリモ店と併売）
- オルティア（プリモ店と併売。初期型は外観で区別し、ベルノ店向けは「オルティアV」としていた）
- ロゴ（3系列併売）
- キャパ（プリモ店と併売）
- CR-V（初代モデル（1995年 - 2001年）のみ、プリモ店と併売）